# Alliance israélite universelle
Pour les articles homonymes, voir Alliance et AIU.
L’Alliance israélite universelle (AIU ; hébreu : כל ישראל חברים Kol Israël Haverim, ou כי"ח), est une société juive culturelle internationale, installée dans différents pays mais originellement française. Son siège est situé au 27, avenue de Ségur (7e arrondissement de Paris), et sa bibliothèque, au 6 bis, rue Michel-Ange (16e arrondissement de Paris).
Elle est fondée en 1860 en France, à la suite de l'affaire de Damas en 1840, qui a eu un retentissement international important, et à la conversion forcée au christianisme de l'enfant juif Edgard Mortara en 1858. À partir de 1863, elle est présidée par Adolphe Crémieux qui conserve ces fonctions jusqu'à sa mort en 1880, et vice-présidée à partir de 1868 par Léopold Javal. L'Alliance est présidée à partir de 1943 par le juriste gaulliste René Cassin.
Ces personnalités publiques et penseurs juifs français, reconnaissants envers la France pour son processus d'émancipation des Juifs, décident alors d'apporter leur aide aux Juifs du monde, afin de lutter contre la haine anti-juive. Ils décident d'un fonds de soutien, créent de nombreux emplois et luttent pour l'égalité des droits des Juifs de la diaspora. L'Alliance remplit alors deux fonctions principales : intercéder auprès des autorités politiques dans le monde au bénéfice des Juifs persécutés, et développer un réseau scolaire visant à « moderniser » les Juifs d'Orient afin de permettre leur émancipation. L'objectif de l'Alliance est alors de répandre les bienfaits de la civilisation française dans le monde juif. Elle se pose comme représentante officielle du judaïsme français, sauf pour ce qui tient du culte, domaine réservé du Consistoire duquel elle demeure proche. Ses dirigeants sont républicains. Nicault, un des fondateurs patriotes s'oppose au sionisme, du moins jusqu'en 1945.
Dans l'entre-deux-guerres, l'Alliance coopère avec l'American Jewish Committee, fondé en 1906, et l'Anglo-Jewish Association (en), ainsi qu'avec l'Organisation Reconstruction Travail (ORT), créée en 1880.

## Histoire

### L'Alliance à la fin duXIXesiècle

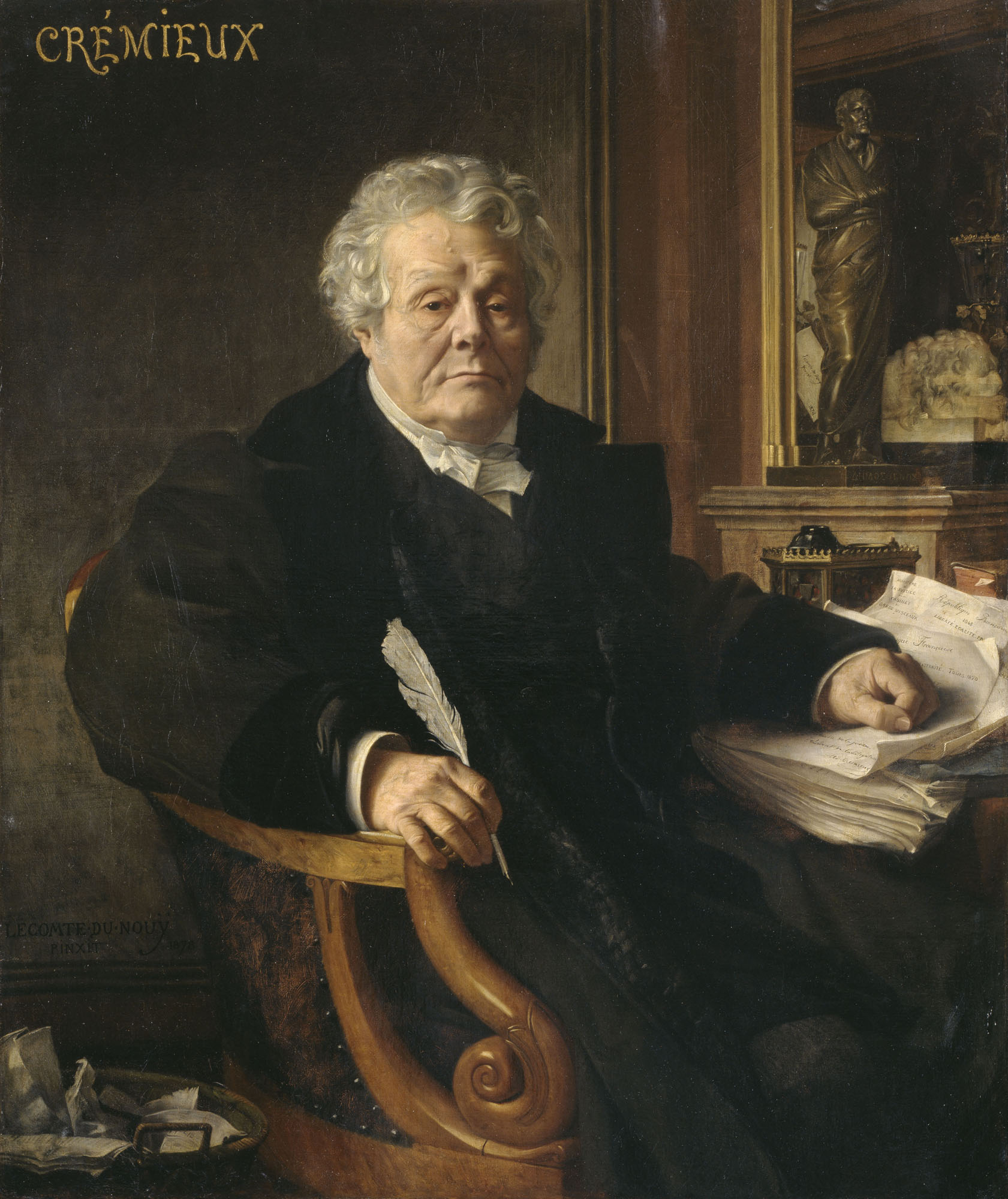
Adolphe Crémieux, fondateur de l'Alliance.

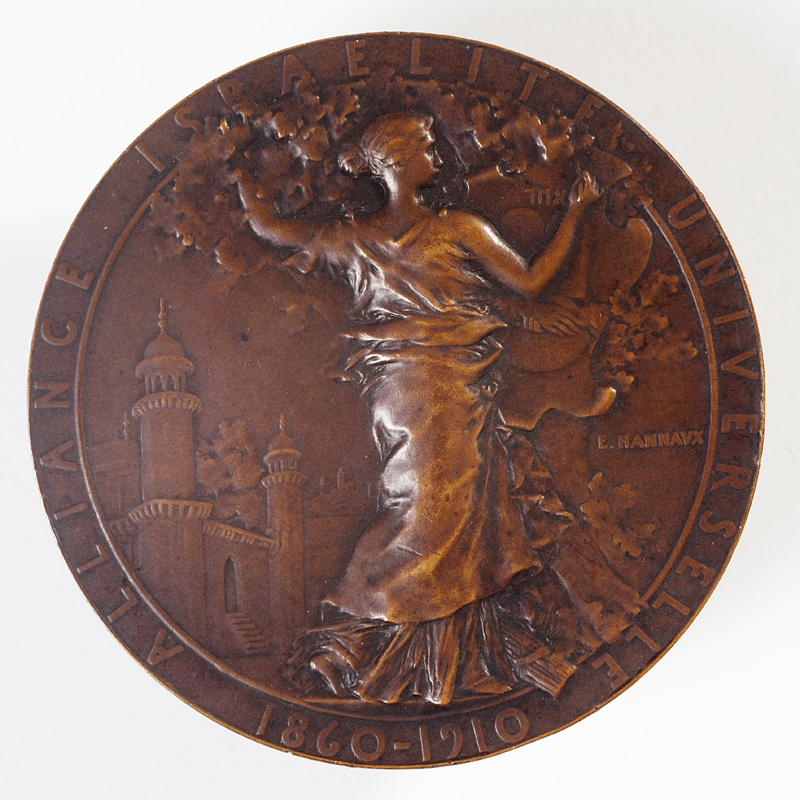
Médaille d'Emmanuel Hannaux pour le 50e anniversaire de l'Alliance israélite universelle (1910) dans la collection du Musée Juif de Suisse, Bâle (Inv. JMS 557) : personnification féminine avec les symboles de l'Alliance. L'autre face montre Narcisse Leven de profil.

L'historien Heinrich Graetz en parle à la fin du XIXe siècle en termes dithyrambiques :
«  Les fondateurs furent : Charles Netter [1828-1882], commerçant [et philanthrope] ; Narcisse Leven [1833-1915], avocat ; Jules Carvallo [1820-1896], ingénieur ; Eugène Manuel [1823-1901], professeur [et homme de lettres] ; Aristide Astruc [1831-1905], rabbin [et écrivain], et Isidore Cahen [1835-1902], journaliste [et professeur], [fils de Samuel Cahen]. Le célèbre avocat Adolphe Crémieux [1796-1880] fut un des initiateurs de l'AIU et apporta à cette Société le concours de son éloquence et l’appui de sa fermeté et de son courage. Cependant, il n'en devient pas président dès la création, déstabilisé par la conversion au catholicisme de ses enfants, à l'instigation de son épouse.

Le but de l’Alliance israélite universelle fut nettement indiqué, dès l’origine, dans l’exposé qui accompagnait le premier appel : Défendre l’honneur du nom israélite toutes les fois qu’il est attaqué ; encourager par tous les moyens l’exercice des professions laborieuses et utiles ; […] travailler, par la puissance de la persuasion et par l’influence morale qu’il lui sera permis d’exercer, à l’émancipation de nos frères qui gémissent encore sous le poids d’une législation exceptionnelle. Dès la première année, cette société compta environ 850 membres, disséminés dans les pays les plus divers, en France, en Allemagne, en Autriche, en Angleterre, en Italie, en Suisse, en Hollande, et jusqu’en Espagne et au Venezuela. Actuellement, elle a plus de 30 000 adhérents. Dans les circonstances les plus variées et les plus critiques, elle a représenté dignement le judaïsme, venant en aide aux Juifs de Pologne, de Russie, d’Orient, quand ils étaient décimés par la famine et la maladie ou souffraient du fanatisme et de l’intolérance, intervenant auprès des gouvernements en faveur de leurs coreligionnaires encore soumis à des lois d’exception, créant des écoles… »

### Appel de l'Alliance aux Juifs du monde entier
Les membres fondateurs de l’AIU, nourris des idées des Lumières, se donnent pour mission de défendre les Juifs persécutés et d’œuvrer à leur émancipation par la « régénération » et la modernisation, en promouvant la langue et la culture française.

Au moment de sa fondation, l'AIU lance un appel aux Juifs du monde entier, dont voici un extrait : 
Israélites !
Si, dispersés sur tous les points de la terre et mêlés aux Nations, vous demeurez attachés de cœur à l'antique religion de vos pères, quelque faible d'ailleurs que soit le lien qui vous retienne ;
Si vous ne reniez pas votre foi, si vous ne cachez pas votre culte, si vous ne rougissez pas d'une qualification qui ne pèse qu'aux âmes faibles (...) ;
Si vous croyez que l'idée sublime et le culte rigoureux d'un D. unique, dont nous sommes les antiques dépositaires et les obstinés défenseurs, doivent être préservés plus que jamais des calculs intéressés ou des atteintes du doute et de l'indifférence ;
Si vous croyez que la liberté de conscience, cette vie de l'âme, n'est nulle part mieux sauvegardée pour tous les hommes que dans les États où les Juifs l'ont tout entière (...) ;
Si vous croyez toutes ces choses, Israélites du monde entier, venez, écoutez notre appel, accordez-nous votre adhésion, votre concours ; l’œuvre est grande et bénie peut-être ;

Nous fondons l'Alliance israélite universelle !

### Programme scolaire

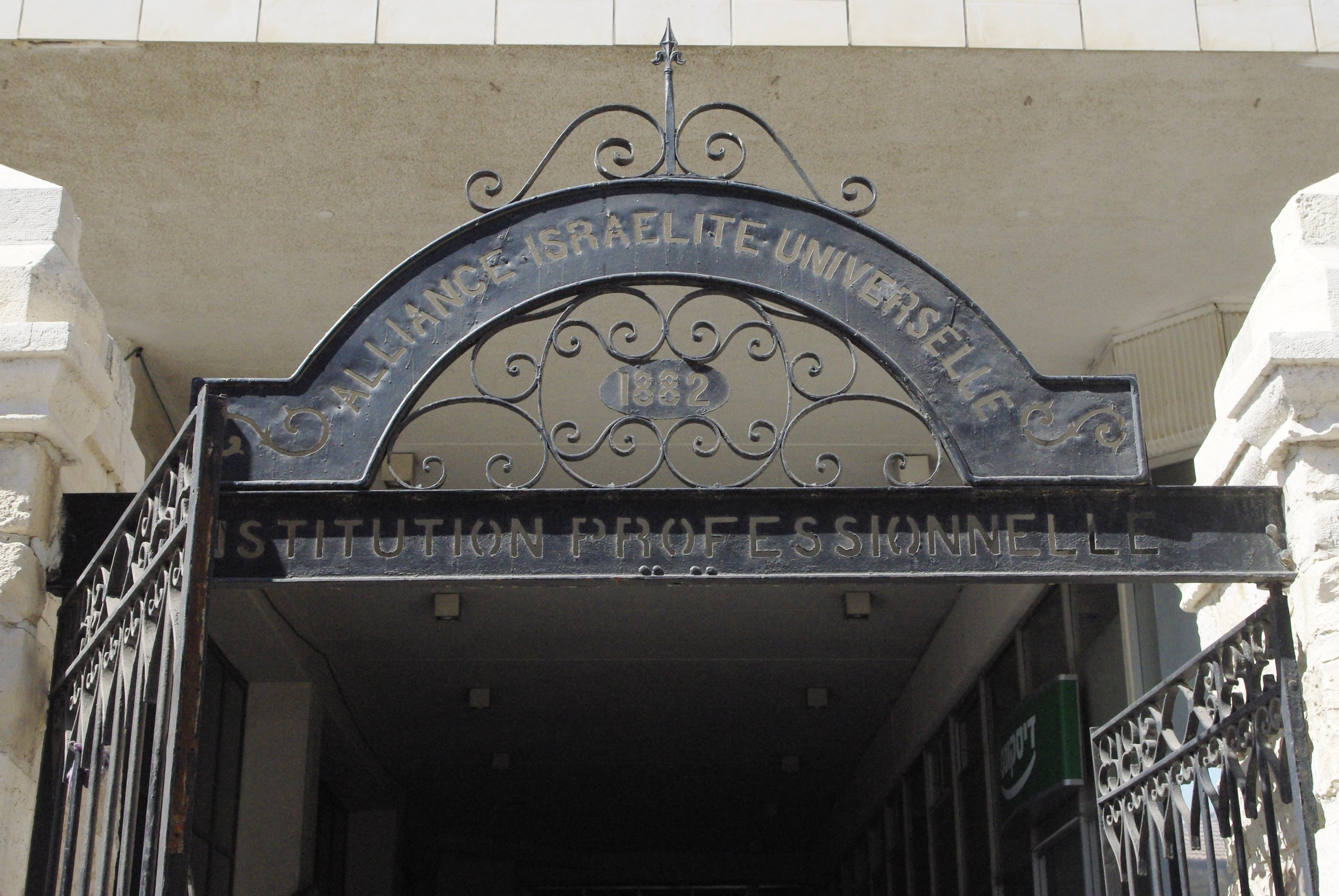
Portail de l'ancienne institution professionnelle de l'Alliance israélite universelle à Jérusalem, rue de Jaffa (1882).

L'Alliance va surtout se faire connaître en ouvrant des écoles (aussi bien primaires que professionnelles) dans de nombreux pays, en particulier dans les pays musulmans d'Afrique du Nord et du Moyen-Orient. Ces écoles visent à fournir une éducation « moderne », aux standards français, à la jeunesse juive locale, mais sont aussi ouvertes à des non-juifs. Ainsi, en 1939, elle dispose d'une centaine d'écoles et d'environ 50 000 élèves, essentiellement dans le monde arabo-musulman. En raison de ce maillage important, les autorités françaises considèrent depuis les années 1920 l'Alliance comme un outil majeur de l'influence francophone dans le monde. Ceci lui permet d'être subventionné par les Œuvres françaises à l’étranger (SOFE) du Quai d'Orsay.
La première école de l'Alliance s'ouvre à Tétouan dans le Nord du Maroc, le 23 décembre 1862. Le projet avait été imaginé par les fondateurs de l'Alliance dès 1860. Il fut aussitôt soutenu par le vice-consul de France à Tétouan, Menahem Nahon, lui-même originaire de cette ville et par la plupart des dirigeants de la communauté juive, notamment Lévy Cazès, maire juif de l'ayuntamiento mixte de Tétouan pendant la période de l'occupation espagnole (1860-1862) puis président de la Junta[réf. incomplète]. Dix-huit mois plus tard, le 4 juillet 1864, s'ouvrait, toujours à Tétouan, la première école de filles de l'Alliance, montrant ainsi l'ouverture de la communauté locale à une certaine forme de modernité.

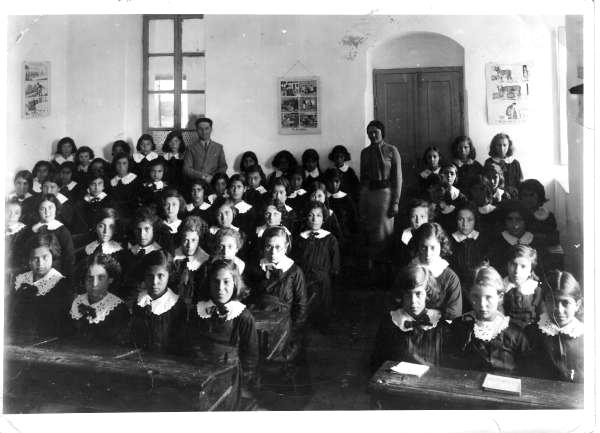
École de filles de l'alliance à Jérusalem en 1935.

David Cazès, fils de Lévy Cazès, formé à l'école de Tétouan, puis à Paris, sera, par la suite, l'un des principaux directeurs des écoles de l'AIU, d'abord en Thessalie sous administration ottomane, puis en Tunisie, où il jouera un rôle important dans les relations entre la communauté juive et l'administration française après l'instauration du protectorat en 1881[réf. incomplète].
Par la suite, elle crée de nombreuses écoles populaires dans les pays des communautés orientales et en Palestine (écoles à Edirne et Izmir, écoles juives de Constantinople transformées en établissements de l'Alliance, école professionnelle de Jérusalem en 1882). En 1911, plus de 35 % des enfants d'âge scolaire dans la population juive sont inscrits dans les écoles de l'Alliance. En 1914, 15 pays et 90 localités reçoivent 184 écoles de l'Alliance et forment 43 700 élèves (dont 13 700 filles). Son activité prend une forte ampleur à l'issue de la Première Guerre mondiale, lorsque l'Alliance organise l'aide aux Juifs de Pologne en 1919, et à ceux de Russie, victimes des ravages de la famine en 1922.

### L'Alliance et le sionisme: une relation ambiguë
À ses débuts, l'Alliance entretient des rapports très ambigus avec le projet sioniste, et prône l'expansion de la langue et de la culture françaises au sein des communautés juives de la diaspora. Ses dirigeants sont ouvertement hostiles au sionisme et le restent longtemps. Toutefois, à l'initiative de Charles Netter, membre du conseil central de l'Alliance, cette dernière fonde l'école agricole de Mikvé-Israël en 1870 en Palestine. Après la Première Guerre mondiale, elle soutient le « foyer national juif » en Palestine (déclaration Balfour) tout en considérant celui-ci comme un simple refuge secondaire pour certains Juifs. Elle « persiste néanmoins à nier toute validité à la définition nationale de l’identité juive, définition qu’elle juge de surcroît dangereuse pour l’avenir des Juifs satisfaits de leur existence en Diaspora » (Nicault, 2001). En particulier en France, l'Alliance défend une politique intégrationniste.
Le Comité local allemand pangermaniste fait d'ailleurs sécession, avant la Première Guerre mondiale, pour rejoindre le « Hilfsverein der Deutschen Juden », mouvement sioniste inspiré de l'Alliance et créé à Berlin en 1901 par Henri James Simon, industriel des cotons et ami du Kaiser.

### L’Alliance pendant la Seconde Guerre mondiale
Lors de l’occupation allemande, les instances dirigeantes de l’Alliance se dispersent, tandis que ses biens sont spoliés et ses archives pillées par les nazis. Le régime de Vichy force en outre son intégration dans « le cadre honni de l’Union générale des israélites de France (UGIF) » (Nicault, 2001). Plusieurs de ses dirigeants meurent en 1941-1942, dont Georges Leven, vice-président faisant office de président depuis 1936, le secrétaire général Sylvain Halff et le second vice-président et professeur de droit William Oualid (par ailleurs membre de la Ligue des droits de l'homme où il se spécialise dans la défense des colonisés). De 1940 à mars 1942, le comité central ne réussit à se réunir que quatre fois, à Lyon.
À l’extérieur, les Forces françaises libres (FFL) se chargent des écoles du Levant, tandis que René Cassin se voit chargé par le général de Gaulle, en 1943, de l’Alliance. Celle-ci reconstitue un comité directeur restreint d’abord à Londres, puis Alger. Parallèlement, l'Alliance continue à recevoir de l’aide du SOFE du Ministère des Affaires étrangères jusqu’en 1942. Tout comme de Gaulle l’a fait pour la France, Cassin s’évertue à souligner la continuité de l’Alliance ante et post bellum.

### L'Alliance après la guerre

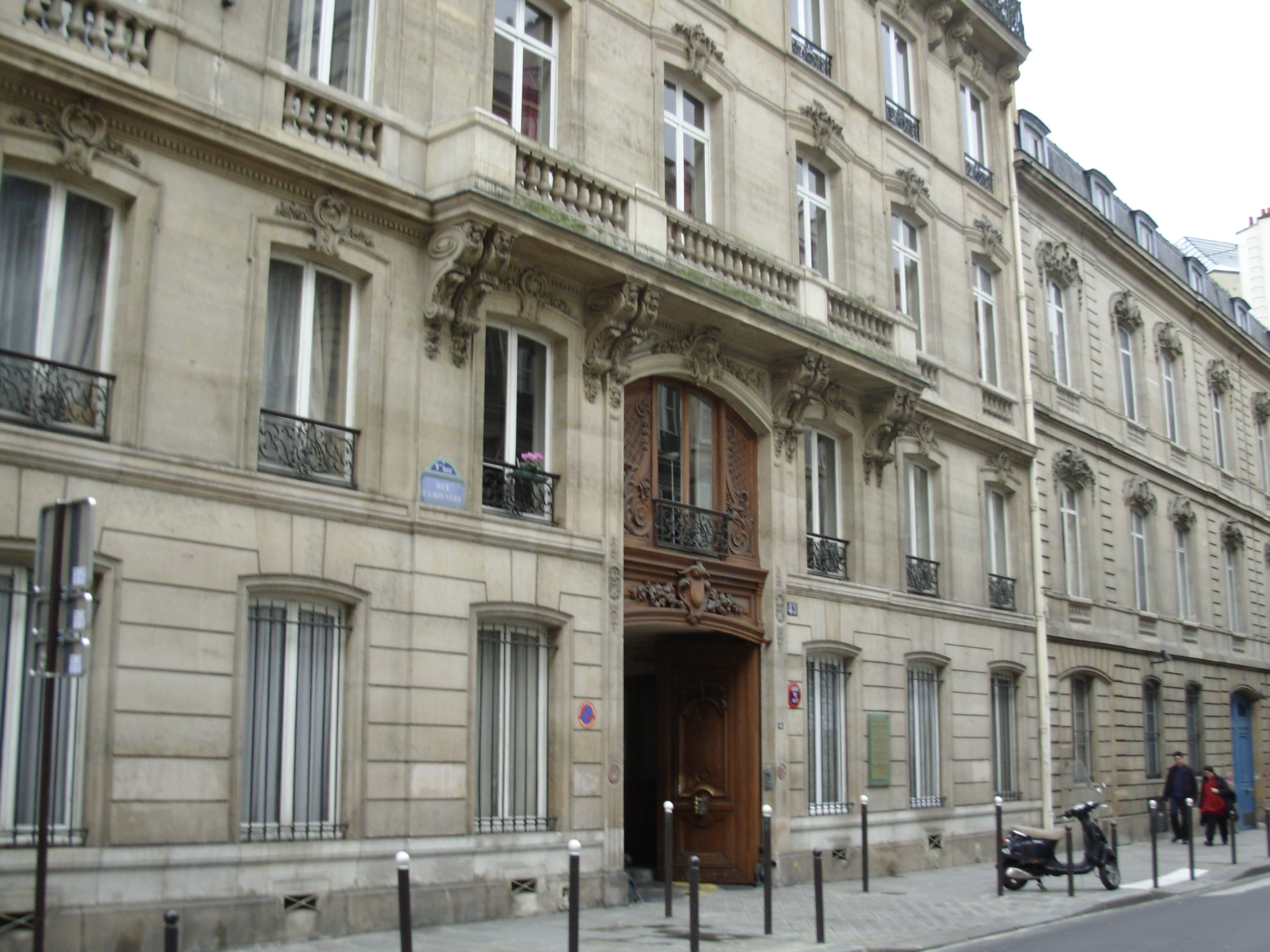
Entrée au siège de la Société d'histoire des Juifs en Tunisie et l'Alliance israélite universelle de Paris.

De 1943 à sa mort en 1976, René Cassin en est le président. Il participe, en 1946, à la fondation du Conseil consultatif des organisations juives (en) (CCJO). Après guerre, Maurice Leven, Jules Braunschvig et René Mayer deviennent tous les trois vice-présidents, tandis qu’André Goldet, trésorier de l'Alliance pendant les années 1930, retrouve ses fonctions. Le secrétariat général du comité central est attribué à Eugène Weill. Le comité central, qui compte une cinquantaine de membres, inclut alors à la fois des membres anciens, ainsi que des recrues faites pendant la guerre (Cassin ou le polytechnicien Louis Kahn, ex-directeur des Constructions et des Armes navales de la France libre) ou à la Libération (dont Léon Meiss, président du Consistoire et du nouveau CRIF, Georges Wormser, Marcel Abraham, Raymond Lindon, Edmond Fleg, Edmond-Maurice Lévy ou André Mayer). Parmi les membres anciens, on compte Julien Weill, Maurice Liber et Isaïe Schwartz, ou Maurice Leven, vice-président depuis le décès de William Oualid, ainsi qu'André Goldet, qui sont tous restés en France ; on compte aussi Max Gottschalk, Maurice Stern, Pierre Dreyfus ou René Mayer qui se sont exilés; et d'autres, comme Jules Braunschvig, qui ont été faits prisonniers.
La Déclaration de l'Alliance, dite du 11 novembre 1945 mais rédigée en décembre, met en avant trois points principaux :
- la poursuite des activités éducatives et le maintien de l'enseignement du français dans les écoles de l'Alliance[2] ;
- la défense des droits de l'homme et des droits des Juifs, ces derniers étant considérés comme des indicateurs particulièrement sensibles de l'état des premiers : le « particularisme » est « enchâssé » dans l'« universalisme » (Nicault, 2001[2]) ;
- la défense des conditions de vie des Juifs, là où ils sont, ne suffit plus : l'Alliance intègre désormais un « volet palestinien » à son action, considérant qu'il est parfois impossible aux Juifs de s'intégrer[2].

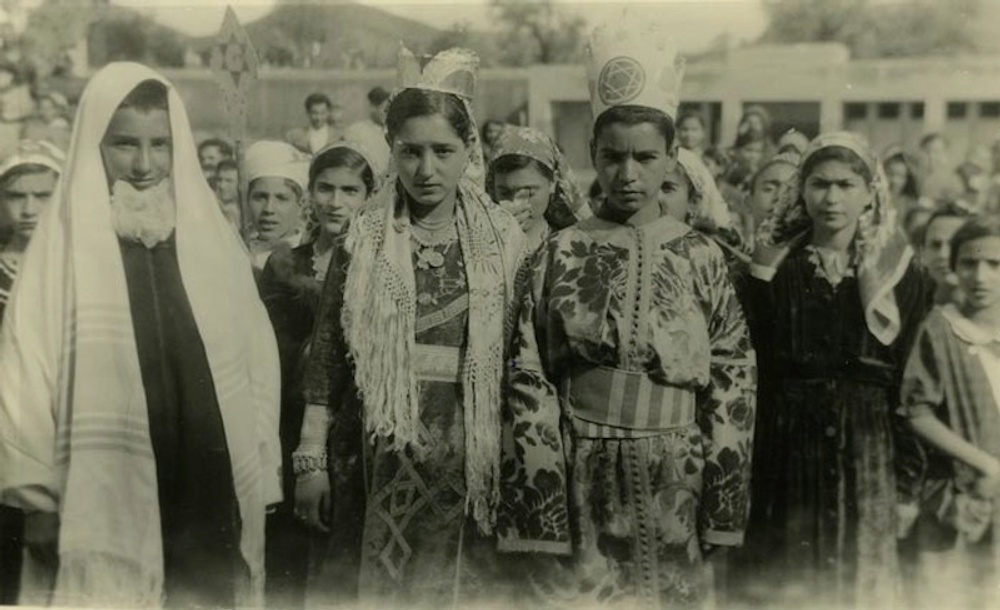
Élèves de l'AIU à Demnate (Maroc) lors des festivités de Pourim, 1955.

Bien que le génocide des Juifs européens ait entraîné un assouplissement des positions de l'Alliance, « connue pour son anti-sionisme farouche » avant-guerre (Nicault, 2001), l'Alliance soutient toutefois les projets visant à reconstituer des communautés juives en Europe, ce qui va à l'encontre des projets de l'Agence juive. Ainsi, l'Alliance israélite universelle réunit, en septembre 1946, une « conférence de reconstruction spirituelle et d’éducation juive », à l'issue de laquelle est fondé le Comité international pour l’éducation juive, qui donne naissance en octobre 1947 à l’Organisation internationale pour l’éducation et pour la culture juive en Europe (UJECO). Ils acceptent, non sans tergiversations et débats internes, de soutenir l'abrogation du Livre blanc sur la Palestine et des restrictions imposées par les Britanniques à l'émigration en Palestine, tout en soutenant, dans un premier temps, le remplacement du mandat britannique par un « trusteeship international ». L'Agence juive, toutefois, s'oppose désormais à cette solution, réclamant un plan de partition de la Palestine, que l'AIU se résigne finalement à soutenir. Alors que la France s'apprête à s'abstenir au vote, à l'Assemblée générale de l'ONU, en novembre 1947, concernant ce plan de partition, Mayer et Cassin approchent le ministre des Affaires étrangères Bidault et le président Auriol pour les convaincre de soutenir ce dernier. En mars 1948, Washington retire son appui au plan de partage, et le comité de l'AIU, appuyé par le CCJO, s'apprête à soutenir l'initiative américaine. Mais le 28 avril 1948, Cassin obtient, contre l'avis de Georges Wormser et de Louis Kahn, l'appui du Comité central pour le plan de partage et pour faire pression sur le président Auriol afin qu'il contre à l'ONU l'initiative américaine.
Après la création de l'État d'Israël, en 1948, l'Alliance ouvre des écoles populaires à Jérusalem, Haïfa, Tibériade et Tel-Aviv, ainsi qu'une école pour sourds-muets. En 1950, ces écoles et Mikvé-Israël passent sous la responsabilité du ministère de l'Éducation israélien. L'Alliance poursuit toutefois le financement de ces institutions pédagogiques.
En 2010, près de 20 000 élèves suivent dans les écoles de l'Alliance un enseignement du français comme langue principale ou comme langue étrangère, ce qui fait de cette société culturelle l'un des plus importants réseaux de diffusion de la francophonie en milieu scolaire dans le monde. Le développement de ces écoles a principalement lieu en Israël (7 000 élèves), en France (1 700), au Maroc et au Canada (5 300 élèves dont Gad Elmaleh qui a fréquenté les écoles dans ces deux pays), prolongation de l'action marocaine.

## Présidents
- 1860-1863 : Louis-Jean Koenigswarter
- 1863-1867 : Adolphe Crémieux
- 1867-1867 : Salomon Munk
- 1868-1880 : Adolphe Crémieux
- 1882-1898 : Salomon Hayum Goldschmidt
- 1898-1915 : Narcisse Leven
- 1915-1920, intérim : Arnold Netter
- 1920-1935 : Sylvain Lévi
- 1936 : Arnold Netter (1936-1936)
- 1936-1941 : Georges Leven
- 1943-1976 : René Cassin
- 1976-1985 : Jules Braunschvig
- 1985-2011 : Adolphe Steg
- Depuis 2011 : Marc Eisenberg

## Commémoration
Un timbre d’une valeur de 0,56 euro a été édité pour le 150e anniversaire de sa création. Un dessin de Yann Gafsou gravé par Elsa Catelin représente deux enfants écrivant sur un tableau le mot « apprendre » en hébreu, en arabe et en français.

## Siège
Jusque fin 2016, le siège de l'AIU se situe 45, rue La Bruyère (9e arrondissement de Paris), avant d'être transféré au 27, avenue de Ségur (7e arrondissement de Paris).

### Sources
- Ktziya Aviali-Tevivian, Voyage vers le passé : un nouveau monde est né-le XIXe siècle, Éd. Matah techn, 2003.
- Matia Kam, Mikvé-Israël, Éd. Matah techn. Fonds Avi Haï. [réf. incomplète]
- Aharon Rodrigues, Éducation, société et histoire : L'Alliance israélite universelle, Éd. Institut Yad Ben-Zvi, 1991.
- Aron Rodrigue, De l'instruction à l'émancipation. Les enseignants de l'Alliance israélite universelle et les Juifs d'Orient. 1860-1939, Calmann-Lévy, 1989.
- André Chouraqui, L'Alliance israélite universelle et la Renaissance juive contemporaine, 1860-1960, P.U.F., 1965.
- Narcisse Leven, Cinquante ans d’histoire : l’Alliance israélite universelle (1860-1910), Paris, 1911.
- André Kaspi, Histoire de l'Alliance israélite universelle - De 1860 à nos jours, Éd. Armand Colin, 2010.
- Ariel Danan, « Les instituteurs de l’Alliance israélite universelle (1860-1939). Étude à partir de l’outil informatique et statistique », Archives juives, vol. 37 no 1, 2004, p. 111-120.
- Georges Bensoussan, L'Alliance israélite universelle (1860-2020), Juifs d'Orient, Lumières d'Occident, Albin Michel, 2020 (présentation en ligne)
- Chevalier-Caron, C. «L’héritage des activités de l’Alliance israélite universelle dans les relations entre accueillants.es et accueillis.es à Montréal et en France des années 1950 aux années 1980: le cas des migrations d’origine marocaine.» Canadian Jewish Studies / Études juives canadiennes, 34, 112–129, 2022. https://cjs.journals.yorku.ca/index.php/cjs/article/view/40294.